# ماحربري
| U1 | G1 | M17 | E22 | D2 · Z1 | O1 · D21 | M17 | M6 | N21 · Z1 |

| U1 | G1 | M17 | E22 | D2 · Z1 | O1 · D21 | M17 | M6 | N21 · Z1 |

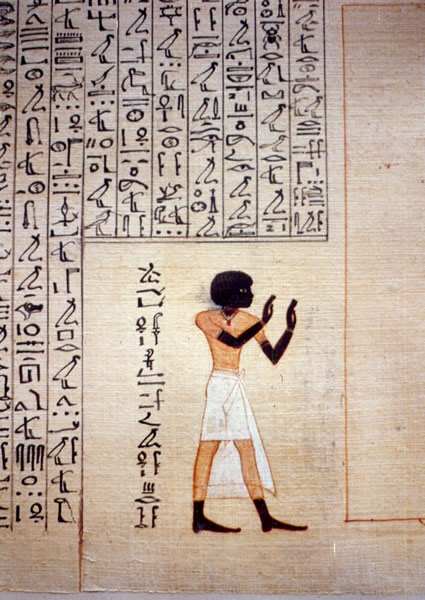
بردية ماحربري

ماحربري كان نبيلًا مصريًا قديمًا من أصل نوبي دُفِنَ في وادي الملوك، في مقبرة 36. من المُرجح أنه عاش خلال حكم تحتمس الرابع، وكُرِّمَ بالدفن في المقبرة الملكية بوادي الملوك. اسمه يُترجم ل «أسد ساحة الوغي». ومن بين ألقابه طفل الحضانة وحامل المروحة على يمين الملك. ربما أشاراللقب الأول لنشأته في الحضانة الملكية كأمير من منطقة تابعة، أو ربما كان ابنًا لزوجة أقل رتبة أو محظية للفرعون. كان أول من لُقب بحامل المروحة على يمين الملك في المملكة المصرية الحديثة، وفي الواقع كان دوماً بجانب الفرعون مستشارا أو كحارسه شخصي. اُستخدم هذا اللقبأيضًا للإشارة لنواب الملك في مملكة كوش لاحقًا في المملكة الحديثة.

## قبر ماحربري
عُثر على بردية في مقبرة ماحربري ترسمه حرفيا وعليه جلد «أسْوَدْ اللون»، مما دفع العلماء للاعتقاد بأنه في الحقيقة نوبي أو من أصول نوبية. كانت البردية المعنية هي كتاب موتى، في رأي أوكونور وكلاين «بالتأكيد [هذه البردية] هي أشهر وأجمل كتاب موتى».
فَكَ جورج دارسي أربطة المومياء في مارس 1901، وكشف عن مومياء يطابق لون بشرتها الداكنة تلك الموضحة في نسخته من كتاب الموتى، ويعتقد أنه من المحتمل أن يكون هذا هو اللون الطبيعي لماحربري، ولم يتغير بسبب عملية التحنيط. كان لديه أيضًا شعر مجعد بشدة، ثم تبين أنه شعر مستعار لُصق على فروة رأسه.

## للاستزادة
- Michael Rice, Who's Who in Ancient Egypt By Michael Rice, Routledge 2001, (ردمك 0-415-15448-0), p. 104
- David B. O'Connor, Eric H. Cline, Amenhotep III: Perspectives on His Reign, University of Michigan Press 1998, (ردمك 0-472-08833-5)

## روابط خارجية
- قبر ماحر بري - صور من القطع الأثرية من مقبرة ماحربري
- ماحربريا
- حتشبسوت: من ملكة لفرعون ، كتالوج من متحف المتروبوليتان للفنون (متاح بالكامل على الإنترنت بصيغة PDF)، ويحتوي على مواد عن ماحربري (انظر الفهرس)